# Walter Ruppin

Walter Ruppin, vor 1934

Walter Ruppin (* 22. Juni 1885 in Gutenpaaren, Kreis Westhavelland; † 3. Mai 1945 in Berlin) war ein deutscher Arzt, nationalsozialistischer Politiker und von Juli 1932 bis 1945 Reichstagsabgeordneter.

## Leben und Wirken
Nach dem Besuch der Volksschule und eines Gymnasiums in Brandenburg an der Havel studierte Ruppin zunächst Naturwissenschaften und Mathematik an der Georg-August Universität in Göttingen, später Medizin in Breslau und München. 1913 erhielt er die Approbation in München. Im selben Jahr wurde er mit einer 33-seitigen Dissertation über das Thema Über die Eiweißreaktion des Lungenauswurfs bei Lungentuberkulose zum Dr. med. in Göttingen promoviert. Im Anschluss daran durchlief er eine Fachausbildung für Kommunal-, Schul- und Fürsorgeärzte an der Staatsmedizinischen Akademie für Amtsärzte in Berlin. Im Frühjahr 1914 ließ er sich als praktischer Arzt in Neuhardenberg nieder. Von 1914 bis 1918 nahm Ruppin als Truppenarzt am Ersten Weltkrieg teil. Im Krieg wurde Ruppin mit dem Eisernen Kreuz beider Klassen ausgezeichnet.
Zum 1. Juni 1928 trat Ruppin in die NSDAP ein (Mitgliedsnummer 89.662). Außerdem wurde er im selben Jahr Mitglied der SA, in der er als Gruppen- und Standartenarzt im Rang eines Sturmbannführers bei der SA-Gruppe Ostmark eingesetzt wurde. Von 1929 bis 1934 war er Gauobmann des NSDÄB. Im November 1929 wurde Ruppin Gemeindevertreter und Kreistagsabgeordneter des Kreises Lebus. Bei der Reichstagswahl vom Juli 1932 wurde Ruppin als MdR-Kandidat der NSDAP für den Wahlkreis 5 (Frankfurt an der Oder) in den Reichstag gewählt. Nachdem sein Mandat bei den Wahlen vom November 1932, März 1933, November 1933, März 1936 und August 1938 bestätigt wurde, gehörte Ruppin dem deutschen Parlament insgesamt knapp dreizehn Jahre lang – von Juli 1932 bis Mai 1945 – an. Eines der wichtigsten parlamentarischen Ereignisse, an denen er während seiner Abgeordnetenzeit beteiligt war, war die Verabschiedung des Ermächtigungsgesetzes im März 1933, das unter anderem mit seiner Stimme beschlossen wurde.
Am 1. März rief Ruppin als Kommissar im Zentralverband der Ärzte Brandenburgs und der Grenzmark zum Ausschluss aller Juden auf. Nach 1933 war Ruppin Betriebsarzt der Berliner Verkehrsbetriebe, 1934 kurzzeitig Gauamtsleiter für Volksgesundheit in der Mark Brandenburg, seit 1934 auch SS-Sturmbannführer im Stab des SS-Hauptamtes (SS-Nummer 278.782) und Amtsleiter der Provinzstelle Brandenburg der Kassenärztlichen Vereinigung Deutschlands. Kater zufolge war Ruppin auch für die Verhaftung des jüdischen Arztes Landsberg verantwortlich, den er eines Veruntreuungsvergehens bezichtigte, das er selbst begangen hatte. Außerdem wurde Ruppin der Nachfolger Landsbergs im Vorstand der Ärztekammer für die Provinz Brandenburg und die Grenzmark Posen-Westpreußen. Ferner war er Mitarbeiter der Zeitschrift Märkischer Adler und Träger des Goldenen Parteiabzeichens.
Ruppin verübte kurz nach Ende der Schlacht um Berlin am 3. Mai 1945 Suizid durch Vergiftung.

## Schriften
- Über die Eiweissreaktion des Lungensauswurfs bei Lungentuberkulose, Göttingen 1913 (Dissertation).